# Марко Пеццаюолі
Марко Пеццаюолі (нім. Marco Pezzaiuoli, нар. 16 листопада 1968, Мангайм) — німецький футбольний тренер. З 2022 року очолює тренерський штаб команди «Галатасарай».

## Кар'єра тренера
Розпочав тренерську кар'єру 1991 року, увійшовши до тренерського штабу клубу «Карлсруе СК», де пропрацював з 1991 по 1999 рік.
У 2009 році став головним тренером команди Німеччини (юн.), тренував юнацьку збірну Німеччини один рік.
Згодом протягом 2011—2011 років очолював тренерський штаб клубу «Гоффенгайм 1899».
Протягом тренерської кар'єри також очолював команди «Айнтрахт» (Трір), «Сересо Осака» та «Бенгалуру», а також входив до тренерських штабів клубів «Сувон Самсунг Блювінгз», «Гоффенгайм 1899» та «Айнтрахт». Крім того, тренував низку юнацьких збірних Німеччини.
З 2022 року очолює тренерський штаб команди «Галатасарай».

## Титули і досягнення
- Чемпіон Європи (U-17): 2009